# Agung de Mataram

Máxima extensión de Mataram, bajo el liderazgo de Agung.

Agung Anyokrokusumo, conocido como Agung de Mataram (Kota Gede, 1593-† Pleret, 1645) fue el primer sultán del Sultanato de Mataram, país que rigió entre los años 1613 y 1645. Durante su mandato, Mataram se convirtió en el poder hegemónico de la isla de Java, hoy parte de Indonesia. En 1625 adquirió el título de susuhunan, equivalente al de sultán. En 1639 envió una embajada a La Meca con el objetivo de convertir Mataram en un sultanato oficial. El 3 de noviembre de 1975 fue nombrado héroe nacional de Indonesia.

## Reinado
Agung expandió los territorios de Mataram, especialmente por la costa noreste de Java. Algunas de sus acciones más importantes fueron convertir Tuban en puerto de guerra, conquistar Madura (1624), conquistar y destruir Surabaya, obligar al gobierno de Cirebon a cumplir vasallaje y conquistar el extremo oeste de Java.
En 1629 mandó asediar la ciudad de Batavia (antiguo nombre para Yakarta), entonces perteneciente a los holandeses, pero fue en vano. No fue hasta el reinado de su hijo, Amangkurat I (r. 1645-1677) que Mataram y los Países Bajos se convirtieron en aliados. En 1639 Agung intentó apoderarse de Bali y Balambangan; pudo apoderarse de Balambangan, pero perdió ante Bali y los habitantes de esta isla recuperaron tras la derrota de Mataram posesiones en Balambangan.
A su muerte fue enterrado en Imogiri, un famoso cementerio real indonesio aún en funcionamiento como tal mandado construir por él.

### Utilizada
- Sellier, Jean (2003). Atlas de los pueblos del Asia meridional y oriental. Paidós. p. 105. ISBN 978-84-49313325.
- VVAA (1998). Asia in the Making of Europe. Vol. III: A Century of Advance. Universidad de Chicago. p. 1345. ISBN 02-26467686.
- K. Florida, Nancy (2000). Javanese literature in Surakarta. Vol. 2. SEAP Publications. p. 111. ISBN 08-77276048.
- Ver Berkmoes, Ryan (2010). Lonely Planet Indonesia. Lonely Planet. p. 191. ISBN 978-17-41048308.

### Otra
- Soekmono, R. (1981). Pengantar sejarah kebudayaan Indonesia. Vol. 3. Kanisius. pp. 60-63. ISBN 978-97-94132913. (enlace roto disponible en Internet Archive; véase el historial, la primera versión y la última).

| Predecesor: Panembahan Seda ing Krapyak | Ki (rey) de Mataram 1613-1625           | Sucesor: Desaparición del título |
| Predecesor: Creación del título         | Susuhunan (sultán) de Mataram 1625-1645 | Sucesor: Amangkurat I            |

- Datos: Q1771129
- Multimedia: Agung Anyakrakusuma / Q1771129